# جونل پرایس
جونل پرایس (انگلیسی: Jonelle Price؛ زادهٔ ۱۴ اکتبر ۱۹۸۰) سوارکار اهل نیوزیلند است.